# Soldati turchi nell'esercito dei Tang
L'esercito della dinastia Tang contava nelle sue file importanti contingenti di soldati turchi, che erano chiamati Tujue nelle fonti cinesi. Le élite Tang, essendo originarie del nord della Cina, une zona allora frontaliera con il Khaganato turco, avevano familiarità con la cultura turca, un fattore che contribuì all'accettazione da parte dei Tang dell'utilizzo di reclute turche. Rappresentanti dei nomadi del nord diedero all'imperatore Tang Taizong il titolo di Khagan Celeste (天可汗T, tiān kèhánP, in turco antico: 𐱅𐰭𐰼𐰃𐰴𐰍𐰣, trasl. Tengri Qaghan) e quest'ultimo promosse un impero cosmopolita, reclutando e promuovendo regolarmente ufficiali militari di ascendenza turca, la cui esperienza della steppa contribuì all'espansione verso l'Ovest e il Nord dell'Impero Tang. Fu grazie a questa politica che il generale turco Ashina She'er si unì ai ranghi dei Tang e partecipò alla conquista da parte dei Tang dei regni-oasi di Karakhoja, Karasahr e Kucha nell'attuale provincia dello Xinjiang. Ma è anche la ribellione di An Lushan, un generale di ascendenza turca, che condusse al declino della dinastia Tang.
Le iscrizioni dell'Orkhon, redatte dai Göktürk, erano molto critiche verso i Turchi che si erano messi al servizio della dinastia Tang e li condannavano per aver aiutato l'imperatore cinese ad estendere il suo impero nascente. Esiste una controversia concernente l'impatto che ebbe l'insediamento di soldati turchi da parte dei Cinesi nelle guarnigioni Tang dell'Asia centrale, sulla diffusione delle lingue turche in una regione dove allora si parlavano principalmente delle lingue indoeuropee.

## Situazione
L'Impero della dinastia Tang era assai più cosmopolita e diversificato di quello della dinastia Han, che aveva regnato sulla Cina alcuni secoli prima. Le élite della dinastia Tang, originarie del Nord della Cina e vicine del Khaganato turco, si interessarono alla cultura turca e si mescolarono alle genti delle steppe. Tra le prove di questa influenza culturale, si trova in una delle poesie scritte sotto i Tang la descrizione di una iurta, e un'attrice turca fu accolta nel Palazzo dell'imperatore, dove diede una rappresentazione. Fin dal periodo della transizione dai Sui ai Tang, Gaozong, il fondatore della dinastia, utilizzò alleati/mercenari turchi per combattere e vincere i suoi rivali nella corsa al trono. Più tardi, a seguito della sconfitta del Khaganato dei Turchi Orientali di fronte alle truppe della dinastia Tang, Taizong, il figlio e successore di Gaozong, autorizzò i vinti a insediarsi lungo alcune frontiere del suo Impero. Fu a partire da questo periodo che ufficiali turchi dell'antico Khaganato furono reclutati come generali nell'esercito dei Tang, e l'esperienza della guerra nelle steppe che portarono ai Cinesi contribuì grandemente ai successi militari di questi ultimi.

### L'imperatore Taizong e il multiculturalismo

L'imperatore Taizong, il "Khagan Celeste" delle steppe.

L'imperatore Taizong (nome personale: Li Shimin) conosceva la cultura dei nomadi delle steppe e applicò strategie militari che implicavano le tattiche di questi ultimi, quando era ancora solo un principe. Taizong era un cavaliere abile, e nel corso di una celebrazione della sua vittoria e della sua ascensione al trono, sacrificò un cavallo in un rituale proveniente da una pratica religiosa turca. Durante i combattimenti che segnarono il debutto della dinastia Tang, riuscì a surclassare la cavalleria pesante della dinastia Sui grazie alla sua cavalleria leggera, caratteristica della guerra delle steppe. Taizong condivise in qualità di principe relazioni personali con i suoi alleati turchi, che furono rafforzati mediante giuramenti di fratelli di sangue. I suoi ulteriori successi in qualità di imperatore contro gli eserciti dell'Asia centrale mediante l'uso della forza, della diplomazia e praticando una politica di divide et impera, furono il risultato delle sue prime esperienze con la cultura turca.
L'adozione da parte di Taizong del titolo di Kaghan celeste fu utilizzata per legittimare il suo ruolo e la sua dominazione dei territori turchi in qualità di Khan delle steppe e non semplicemente come un imperatore cinese conquistatore, ciò che sarebbe accaduto se avesse messo avanti il suo titolo di Figlio del Cielo. Egli apprezzava il suo titolo di khagan e cercò sinceramente di assumere il suo ruolo di sovrano dell'Asia centrale. Fu così che cercò di consolidare il suo titolo di khagan organizzando un'adunanza di sovrani turchi nella fortezza di Lingzhou durante gli ultimi anni del suo regno, per riconfermare il suo titolo.
Benché simbolico, il titolo di Khagan Celeste mostrava l'apertura di Taizong di fronte all'esistenza di un impero Tang multiculturale ed etnicamente diversificato. Taizong era fiero delle sue politiche di promozione dell'uguaglianza etnica, e avrebbe detto che:
Taizong aveva un atteggiamento paternalistico verso i suoi sudditi e credeva che fosse suo dovere trattare i diversi gruppi etnici cinesi e stranieri come uguali davanti allo stesso sovrano. Il punto di vista di Taizong influenzò la politica dello Stato, poiché reclutò turchi e altri soldati non Han nell'esercito Tang. I soldati turchi furono in seguito promossi a gradi superiori come comandanti e generali, secondo i loro meriti. Questa volontà di trattamento uguale andò lontano, ciascuno potendo ricevere i più grandi onori, senza considerazioni di origine etnica. Un buon esempio in materia concerne il patronimico Li. Era quello dei membri del clan imperiale della Dinastia Tang ed era tabù, perché solo i membri di questo clan potevano portarlo. Di tanto in tanto, Taizong autorizzò certe persone a portare questo patronimico al posto del loro, come una ricompensa per il loro servizio. Tra le persone che avevano ricevuto questo onore, si trovano ufficiali Han come pure ufficiali non Han.
Le relazioni tra i Tang e i Turchi sarebbero forse state ancora più profonde se il principe ereditario Li Chengqian, un turcofilo, fosse salito al trono come successore di Taizong. In effetti, se si crede a ciò che scrive lo storico cinese Sima Guang nello Zizhi Tongjian, Li Chengqian aveva abbracciato con entusiasmo i costumi turchi:
Ma Chengqian non divenne mai imperatore e perse il suo stato di principe ereditario dopo che Taizong scoprì i suoi piani per usurpare il trono. Fu esiliato da suo padre e morì come un semplice plebeo.

## Campagne militari dei Tang condotte da generali turchi

Carta delle campagne dei Tang contro le città-regno delle oasi del Bacino del Tarim. Il generale turco Ashina She'er condusse le campagne contro Karasahr e Kucha.

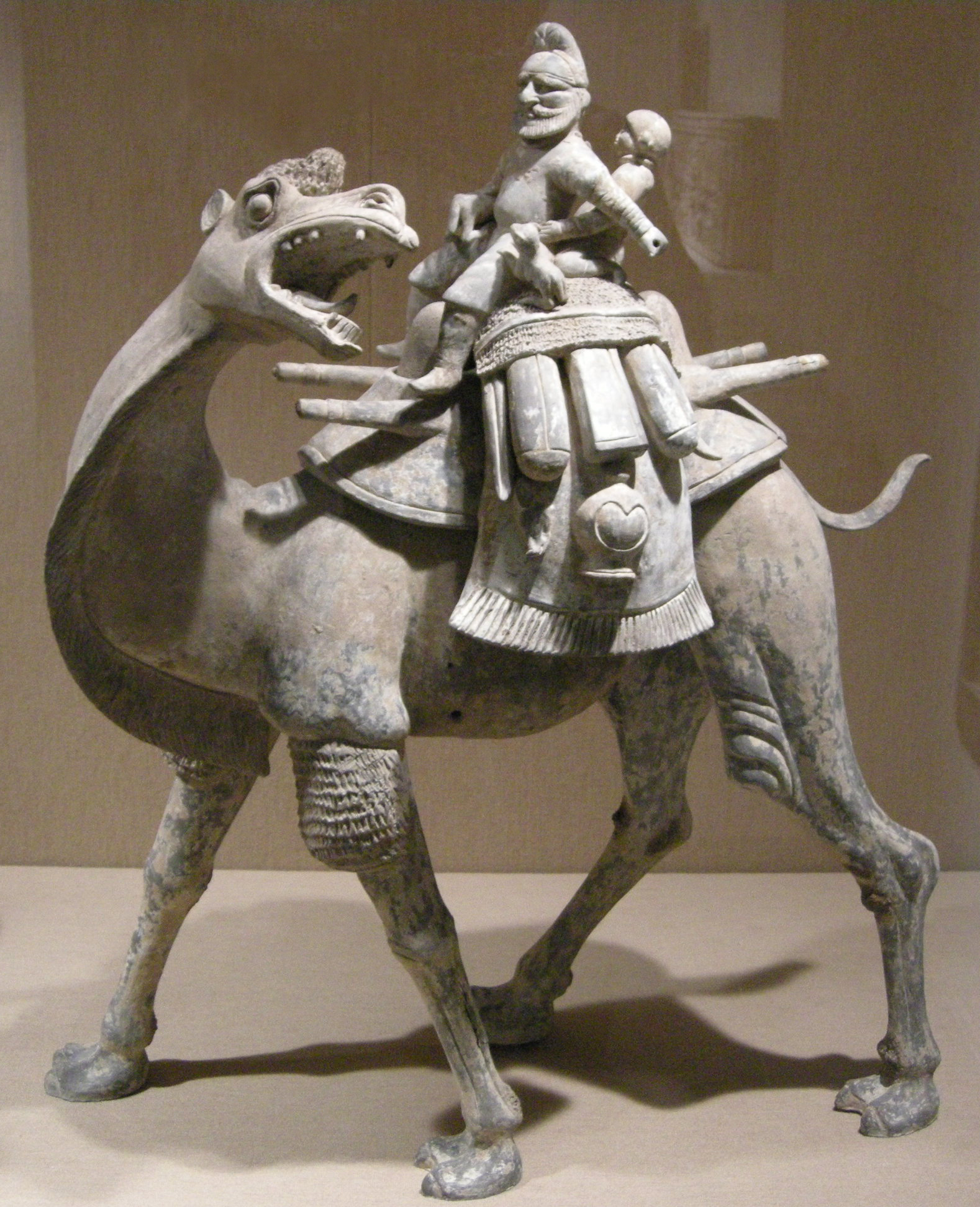
Cammello con il suo cammelliere. Terracotta della dinastia Tang.

Vi furono generali turchi che condussero un gran numero delle campagne militari che permisero alla dinastia Tang di stabilire il suo dominio su una gran parte dell'Asia centrale. In totale, dieci turchi divennero generali dei Tang, raggiungendo così la più alta posizione in seno all'esercito cinese. Fu così che Ashina She'er, l'antico sovrano di Beshbaliq e Karakhoja (r: 630-635) e membro del clan Ashina, fu reclutato come generale dai Tang nel 635. Per il suo primo fatto d'armi al servizio della Cina, combatté nel 640, in qualità di comandante al servizio di Guo Xiaoke, il protettore-generale del Protettorato di Anxi, per domare la ribellione del suo antico regno di Karakhoja. Nel 648 She'er fu scelto come generale per comandare una spedizione militare contro Karasahr. Questa città-regno del Bacino del Tarim era già stato vinta nel 644 da una spedizione militare dei Tang comandata da Guo Xiaoke, per punirla di essere divenuta una vassalla dei Turchi occidentali. Un sovrano leale ai Tang chiamato Long Lipozhun era stato insediato sul trono dopo questa prima invasione di Karasahr, ma fu deposto molto velocemente dai Turchi occidentali e sostituito da suo cugino Xue Apo'anazhi in seguito a una rivolta. Ashina She'er domò la città in rivolta al termine di una campagna-lampo e insediò sul trono Xiannazhun, un cugino pro-Tang di Long Lipozhun.. Dopo questa vittoria, attaccò immediatamente il regno di Kucha, uno stato vicino che aveva sostenuto Karasahr durante la sua guerra contro i Tang. She'er prese la città al termine di un assedio di quaranta giorni nel gennaio 649 e ripartì verso la capitale dei Tang, prima di essere obbligato a tornare indietro per attaccare di nuovo la città, che si era offerta ai Turchi alcuni giorni dopo la sua partenza. She'er ritornò a Kucha, riprese la città e mise al passo la popolazione abbandonandosi a sanguinose rappresaglie.
Lo stesso imperatore Taizong si preoccupò delle ferite ricevute dai suoi generali turchi Qibi Heli e Ashina Simo durante la campagna che condusse contro il regno coreano di Goguryeo.
Ashina Zhong, il fratello di She'er, servì ugualmente come generale turco al servizio della dinastia Tang. Nel 655, fu invitato ad assistere a una rappresentazione di musica militare organizzata dall'imperatore Gaozong, il figlio e successore di Taizong. Un altro membro del clan turco degli Ashina, Ashina Helu, servì brevemente come comandante dell'esercito Tang nel Gansu prima di divenire il Khagan dei Khagan del Khaganato dei Turchi occidentali. Durante il suo regno, le tribù turche furono unificate sotto l'egida di un solo capo. Ciononostante, poiché Helu lanciava regolarmente razzie contro il territorio dei Tang, l'imperatore Gaozong finì per organizzare una spedizione militare nel 657 per domare definitivamente i Turchi occidentali. Questa campagna fu diretta dal generale Su Dingfang, che aveva ai suoi ordini Ashina Mishe e Ashina Buzhen, due comandanti turchi opposti ad Helu. Helu fu vinto da Dingfang e catturato dalle truppe dei Tang, mentre i territori dei Turchi occidentali furono integrati nel Protettorato di Anxi.
Gaozong ricompensò Mishe e Buzhen per i servizi che avevano reso ai Tang nominandoli capi delle dieci tribù dei Turchi occidentali. Queste tribù furono divise tra i due cugini, Buzhen ricevendo le cinque tribù che vivevano più ad ovest e Mishe quelle più ad est. Nel 685, i figli di Mishe e Buzhen partirono da Chang'an, dove risiedevano, per recarsi a ovest e succedere ai loro padri. La loro carriera di capi turchi fu di breve durata; l'uno fu rapidamente rovesciato dai suoi sudditi e l'altro fu deposto nel 690 dal Secondo Khaganato turco che venne ad invadere il suo territorio.
An Lushan era un generale Tang di ascendenza mista turca e sogdiana, che servì i Tang quasi un secolo dopo le vittorie degli Ashina. Scatenò una ribellione tra il 755 e il 763, la ribellione di An Lushan, che devastò la Cina e indebolì gravemente la dinastia Tang. Contrariamente alla maggioranza degli ufficiali militari turchi, An Lushan non serviva i Tang come generale in una guarnigione sulla frontiera, ma occupava un posto di alto funzionario ed era strettamente coinvolto nella politica della Corte imperiale. La dinastia sarebbe certamente crollata senza l'aiuto dei loro alleati del popolo turco degli Uiguri, benché questi si comportassero più spesso come mercenari avidi di denaro che come alleati fedeli. Questa ribellione diminuì l'entusiasmo dei Tang per il cosmopolitismo, che era stato fino ad allora una caratteristica della dinastia.
Le iscrizioni dell'Orkhon, un memoriale eretto dai Turchi, deplorano l'influenza dei Tang sui Turchi e l'adozione da parte dei Turchi dei titoli cinesi:
Le iscrizioni, fatte per commemorare le élite del Secondo Khaganato turco, sottolineano l'importanza della lealtà tra un khagan e i suoi sudditi. I Turchi che si unirono ai Tang sono condannati e la disunione delle tribù turche è biasimata come una mancanza di rispetto verso l'autorità del khagan.

## Impatto storico

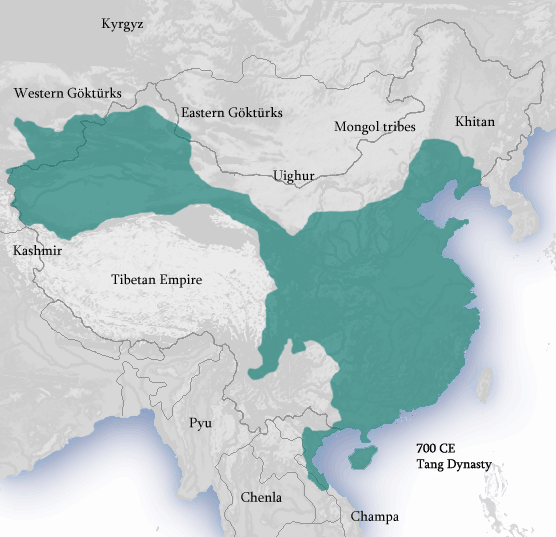
I territori della dinastia Tang verso l'anno 700.

Certi storici, come René Grousset e Howard J. Wechsler, hanno affermato che le campagne dei Tang segnano la fine dello Xinjiang indoeuropeo, perché è in quel momento che le influenze linguistiche e culturali turche si sarebbero propagate in Asia centrale. La Cina dei Tang sarebbe responsabile dell'afflusso di migranti turchi, a causa del gran numero di turchi che servirono nell'esercito cinese come soldati e ufficiali durante le spedizioni militari della dinastia.
Questa tesi non raccoglie l'unanimità ed è avversata da altri storici come Edward H. Schafer. Quest'ultimo sottolinea il fatto che la cultura indoeuropea di Kucha prosperò nel corso del VII e dell'VIII secolo, la musica kucheana essendo popolare nella capitale Tang, in parte a causa dell'arrivo di musicisti kucheani alla Corte dei Tang. Schafer vede la turchizzazione del Bacino del Tarim come uno sviluppo ulteriore, che ebbe luogo dopo la fine della dinastia Tang e che non ha alcun rapporto con il protettorato che i Tang avevano instaurato nel Bacino del Tarim.
La dinastia Tang cadde in declino dopo la ribellione di An Lushan e finì per scomparire nel 907. Questa scomparsa segnò l'inizio del Periodo delle Cinque Dinastie e dei Dieci Regni, un'era di rivolgimenti segnata dalla frammentazione dell'antico impero dei Tang in un mosaico di regni, parecchi dei quali erano governati da famiglie di ascendenza turca. Così, furono i Turchi della tribù Shatuo a fondare il regno dei Tang posteriori nel 923, quello dei Jin posteriori nel 936, e infine quello degli Han posteriori nel 947.